# Ancient Ram Inn
Ancient Ram Inn es un edificio protegido de grado II y un antiguo pub situado en Wotton-under-Edge, ciudad ubicada en el condado de Gloucestershire (Inglaterra). La posada ha sido propiedad de muchas personas desde 1145, siendo propiedad privada de John Humphries hasta su muerte en diciembre de 2017. Se dice que esta posada también era propiedad de la iglesia local dedicada a Santa María cuando se construyó por primera vez. El pub tiene fama de estar embrujado.

## Uso original
Antiguamente, su función principal era la de posada, para alojar a los albañiles y otros constructores que trabajaban en la construcción de la iglesia vecina. Más tarde, en 1154, se convirtió en la vivienda del primer vicario del que se tiene constancia, Gerinus. No hay registros posteriores de vicarios o reverendos que vivan en la posada, por lo que se cree que la vicaría de la ciudad se construyó a finales del siglo XI.

## Investigaciones paranormales

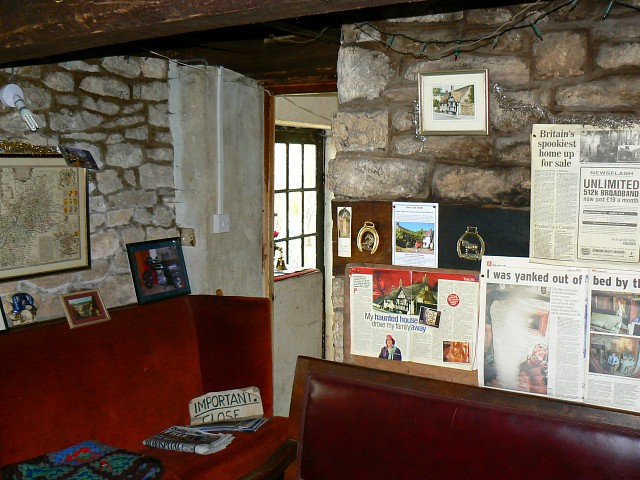
Recortes de prensa de historias de fantasmas en el interior del pub.

El pub ha sido el epicentro de diversas investigaciones de calado paranormal, especialmente en programas de televisión como Ghost Adventures y Most Haunted. La posada apareció en Great British Ghosts y también fue investigada por un grupo de estudio paranormal del Reino Unido dirigido por Kieron Butler, que constaba de siete personas, incluyendo fotógrafos y médiums/asesores espirituales.
The Ghost Club (la organización de investigación paranormal más antigua del mundo) investigó la posada en 2003, pero no registró nada paranormal. El actor de terror Nathan Head habló de la posada Ancient Ram en un episodio del programa de televisión canadiense Aberration: Into the Unknown. El equipo danés de investigación paranormal DPA (Dansk Parapsykologisk Aspekt) también ha estado allí con un equipo de televisión, rodando un episodio para un programa para un canal danés de cazadores de fantasmas. Los youtubers suecos Jocke & Jonna investigaron la posada en su programa de caza de fantasmas Spökjakt con una médium, un equipo de televisión y LaxTon Ghost Sweden.